# Methylenace
Methylenace je chemická reakce sloužící k zavádění methylenových skupin (CH2) do molekul. Obvykle se takto vytvářejí koncové alkeny z aldehydů, méně často z ketonů.

## Metody

### Oxo reakce
Častým způsobem methylenace je Wittigova reakce methylentrifenylfosforanu s aldehydem (Ph = fenyl):
RCHO + Ph3P=CH2 → RCH=CH2 + Ph3PO
Podobnou reakci lze provést pomocí Tebbeova činidla, jež umožňuje i methylenaci esterů:
RCO2R' + Cp2Ti(Cl)CH2AlMe2 → RC(OR')=CH2 + Cp2TiOAlMe2Cl
Do podobných přeměn lze zapojit i jiné, méně používané, organotitanové sloučeniny, jako například Lombardovo činidlo.
Byly také použity karboanionty odvozené od methylsulfonů, podobně jako ve Wittigových reakcích.

### Další postupy
Ethenolýzou lze methylenovat vnitřní alkeny:
RCH=CHR + CH2=CH2 → 2 RCH=CH2
Adice CH2 na dvojné vazby C=C lze považovat za methylenace, ovšem obvykle bývají popisovány jako cyklopropanace.